# 龔州
龔州（きょうしゅう）は、中国にかつて存在した州。唐代から宋代にかけて、現在の広西チワン族自治区平南県一帯に設置された。

## 概要
629年（貞観3年）、唐により隋の永平郡武林県の地に鷰州が立てられた。633年（貞観7年）、鷰州は龔州と改称された。742年（天宝元年）、龔州は臨江郡と改称された。758年（乾元元年）、臨江郡は龔州の称にもどされた。龔州は嶺南道の桂管十五州に属し、平南・武林・隋建・大同・陽川の5県を管轄した。
972年（開宝5年）、北宋により武林・隋建・大同・陽川の4県が廃止された。龔州は広南西路に属し、平南県を管轄した。1111年（政和元年）、龔州は廃止され、平南県は潯州に転属した。1113年（政和3年）、再び龔州が立てられた。1136年（紹興6年）、南宋により龔州は廃止され、平南県は潯州に転属した。